# Lagtävlingen i dressyr i ridsport vid olympiska sommarspelen 1972
Lagtävlingen i dressyr i ridsport vid olympiska sommarspelen 1972 var en av sex ridsportgrenar som avgjordes under de olympiska sommarspelen 1972. 

## Medaljörer
| Gren | Guld                                                      | Silver                                                           | Brons                                            |
| Lag  | Sovjetunionen Jelena Petrusjkova Ivan Kizimov Ivan Kalita | Västtyskland Liselott Linsenhoff Josef Neckermann Karin Schlüter | Sverige Ulla Håkanson Ninna Swaab Maud von Rosen |

## Resultat
| Placering | Namn                                                                    | Hästar                         | Grand Prix     | Totalt |
| --------- | ----------------------------------------------------------------------- | ------------------------------ | -------------- | ------ |
| 1         | Sovjetunionen Jelena Petrusjkova Ivan Kizimov Ivan Kalita               | Pepel Ikhor Tarif              | 1747 1701 1647 | 5095   |
| 2         | Västtyskland Liselott Linsenhoff Josef Neckermann Karin Schlüter        | Piaff Venetia Liostro          | 1763 1706 1614 | 5083   |
| 3         | Sverige Ulla Håkanson Ninna Swaab Maud von Rosen                        | Ajax Casanova Lucky Boy        | 1649 1622 1578 | 4849   |
| 4         | Danmark Aksel Mikkelsen Ulla Petersen Charlotte Ingemann                | Talisman Chigwell Souliman     | 1597 1534 1475 | 4606   |
| 5         | Östtyskland Gerhard Brockmüller Wolfgang Müller Horst Köhler            | Marios Semafor Imanuel         | 1545 1521 1486 | 4552   |
| 6         | Kanada Christilot Hanson-Boylen Cindy Neale-Ishoy Lorraine Stubbs       | Armagnac Bonne Année Venezuela | 1615 1424 1379 | 4418   |
| 7         | Schweiz Christine Stückelberger Hermann Dür Marita Aeschbacher          | Granat Sod Charlamp            | 1528 1466 1389 | 4383   |
| 8         | Nederländerna Anny van Doorne Cees Benedictus John Swaab                | Pericles Turista Maharadscha   | 1480 1420 1409 | 4309   |
| 9         | USA Edith Master John Winnett Lois Stephens                             | Dahlwitz Reinald Fasching      | 1480 1458 1345 | 4283   |
| 10        | Storbritannien Lorna Johnstone Jennie Loriston-Clarke Margaret Lawrence | El Farruco Kadett San Fernando | 1576 1450 1242 | 4268   |